# Mullumbimby
Mullumbimby – miasto w Australii, w stanie Nowa Południowa Walia.